# Konstal 105N2k/2000

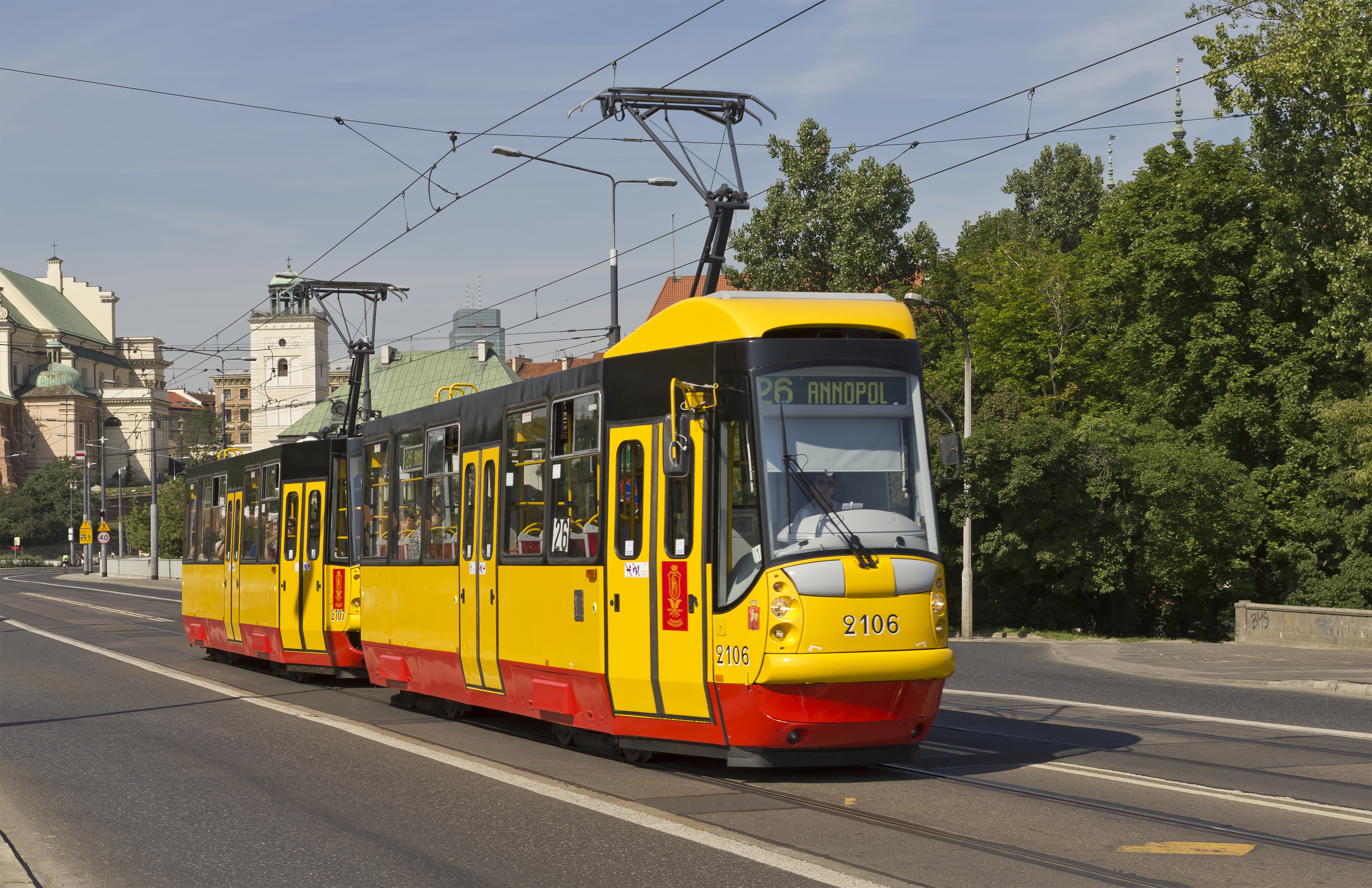
Tramvaje 105N2k/2000 ve Varšavě

Konstal 105N2k/2000 je novostavba polské tramvaje vycházející z typu Konstal 105Na a vyráběná v letech 2000–2001 a v roce 2007 (vlečné vozy pro Štětín).
Nadšenci, zabývající se tramvajovou dopravou, mluví o Konstalu 105N2k/2000 jako o „hlíze“ (pol. bulwa).

## Konstrukce
Konstal 105N2k/2000 je jednosměrný čtyřnápravový motorový tramvajový vůz. Podlaha vozu se nachází výšce 915 mm nad temenem kolejnice. Interiér vozu je přístupný třemi dveřmi v pravé bočnici. Jedná se o dvoukřídlé vně výklopné dveře s poptávkovým otevíráním cestujícími. V salonu pro cestující se nacházejí čalouněná sedadla rozmístěná systémem 1+1, topení je zapuštěno v bočnicích, podlaha je pokrytá protiskluzovou krytinou, vozy jsou standardně vybaveny elektronickým informačním systémem s digitálními panely. Okna vozu jsou s výklopnou horní částí. Kabina řidiče je uzavřená a je vybavena ručním řadičem. Tramvaje typu 105N2k/2000 jsou vybaveny čtyřmi trakčními motory (pro každou nápravu jeden motor) typu LTd-220. Do vozů 105N2k/2000 byla nainstalována elektrická výzbroj, která využívá GTO tyristorů a umožňuje rekuperaci brzdové energie. Oproti klasickým vozům 105Na mají tramvaje 105N2k/2000 místo motorgenerátoru statický měnič, proud je z trolejového vedení odebírán polopantografem.

## Dodávky tramvají
Na přelomu let 2000 a 2001 a v roce 2007 bylo vyrobeno 82 vozů 105N2k/2000. Tramvaje jsou v provozu ve Štětíně a ve Varšavě.
| Současný stát | Město   | Typ           | Roky dodávek | Počet vozů | Evidenční čísla                      |
| ------------- | ------- | ------------- | ------------ | ---------- | ------------------------------------ |
| Polsko        | Štětín  | 105N2k/S/2000 | 2001         | 14         | 782–795, 1053–1056, 1058, 1063, 1064 |
| Polsko        | Štětín  | 105N2k/D/2000 | 2007         | 6          | 782–795, 1053–1056, 1058, 1063, 1064 |
| Polsko        | Varšava | 105N2k/A/2000 | 2001         | 31         | 2074–2135                            |
| Polsko        | Varšava | 105N2k/B/2000 | 2001         | 31         | 2074–2135                            |